# Neocambrisoma raveni
Neocambrisoma raveni är en mångfotingart som beskrevs av Jean-Paul Mauriès 1987. Neocambrisoma raveni ingår i släktet Neocambrisoma och familjen Metopidiotrichidae. Inga underarter finns listade i Catalogue of Life.